# Брод болница Свети Фрањо Асишки
Брод болница Свети Фрањо Асишки је био један од француских бродова који је остао запамћен по томе што је у Првом светском рату превозио мртве српске војнике са острва Вида, крај Крфа, до плаве гробнице у дубинама Јонског мора између Крфа и копна.
Брод је од јануара до 23. марта 1916. године у Крфском каналу сахранио 4.847 српских војника. Неки извори наводе бројку од 10.000 образлажући то чињеницом да се није прецизно бележио број превежених лешева.

## Карактеристике брода
Брод Свети Фрањо Асишки је изграђен у бродоградлишту у Нанту у коме је поринут у море 17. марта 1901. године, без пратеће церемоније јер је према писању ондашњих новина  церемонија изостала због лошег времена. Након неколико дана обављено је крштење, на коме је Монсењер Руарт, нантски бискуп, благосиљао брод и дао му име Свети Фрања Асишки.
По својој конструкцији, брод је био мала и лагана шкуна,  дугачка 49  и широка 9 , са три јарбола и помоћним мотором од 300 КС. Укупна запремина брода била је 401 бруто регистарске тона.
Пројектанти брода су успели да у „малену и уску шкуну угурају све оно што су сматрали да је једном болничком броду потребно”:
- складиште за опрему које је било код самог прамца, испод палубе,
- просторије за посаду (одмах до складишта за опрему),
- простор са лакираним боровим ковчезима за смештај гардеробе у утроби брода,
- болница, са својим главним и помоћним просторијама (собом са дванаест металних, монтажних кревета; операциона сала, са сточићем од боровине, обложен цинком, апотеком на једном и ормарима на другом зиду, купатилом са туш кабином, собом за медицинску сестру и још једнном великом болничка соба, у којој су се лако могли монтирати кревети, и у њеном дну олтар).
- машинско одељење, са собама за особље, у дну потпаљубља, а на средњем нивоу били су смештени официри,
- кухиња, одмах испод палубе и соба за дезинфекцију.

На палуби је била кабина командног моста, три јарбола и два чамца за спасавање, или за лов на китове, у зависности од тога ком задатку је шкуна била намењена.

### Власништво, намена и посада
Брод је био у власништво Друштва за поморске радове (фр. Société des oeuvres de Mer), основаног крајем 19. века са задатком да пружа помоћ морепловцима и њиховим породицама.
Посада брода се састојала од 27 чланова, капетана, два официра, свештеника и доктора. 
Као болнички брод, по пажљиво написаном каталогу, Свети Фрања Асишки је био предвиђен за „34 рањена морнара, и шест бродоломника”. Укупно, без официра, доктора и опата, на њему је било места за 67 људи. Официри су били одвојени од морнара.

## Историја
По поринућу и крштењу брод је 1901. године прешао првих педесетак километара до Атлантика и кренуо ка Њуфаундланду, са задатком да пружи подршку болници која је тамо основана. У саставу ове болнице брод је био све до почетка Првог светског рата, када је напустио Њуфаундланд и  упловио у Нант.
Годину дана касније, 2. септембра 1915. године, брод је реквирирала француска ратна морнарица. која је 3. септембра 1915. године за капетана поставила поручника Жозефа Ле Танкуфа. 
Поручник Жозеф је са новој посадом брод опрао, ошмирглао, префарбао и опремио потребном опремом. Месец дана касније, 4. октобра 1915. године, Свети Фрања Асишки напустио је Нант и код Сен Назара упловио у Атлантски океан, и у Оран је стигао 12. октобра 1915. године.

### Брод у галипољској кампањи
Брод напушта Оран 14. октобра, и након два дана пловидбе стиже у Бизерту, из које након пет дана креће ка луци Мудрос, на Лимносу, близу Дарданела. Капетан брода је добио наређење да дође до увале Анзак, данас плаже, на Галипољу, покупи рањенике, пребаци их до великог болничког брода Махено, сачека тријажу и лакше рањенике пребаци до Мудроса. Брод је по овом наређењу све до 17. јануара 1916. године помагао у превозу рањених војника Галипољске кампање. 
У Мудросу је капетан је имао техничке проблеме. Свети Фрања Асишки није био опремљен ничим чиме би рањеници са чамаца могли да се укрцају на брод. Пројектни планови предвиђали су улазак у луку, постављање моста и уредно укрцавање у пратњи сестара и доктора. Зато је на мору свесно жртвовао предње једро, од чије су пречке морнари направили малу дизалицу којом су, уз помоћ чекрка и ужади, до чамаца спуштали платформе, склепане од дасака и шаторских крила. На њих су рањени полагани у гомилама и пребацивани на брод. Овај изум показаће се идеалан за посао који га је чекао. 
По новим наређењима, брод испловљава ка Крфу, и на одредиште стиже 20. јануара 1916. године.  

### Плава гробница
Када више није било могуће сахрањивати умрле српске војнике на острву Видо, првих неколико месеци 1916. године је Свети Фрања Асишки сваке ноћи превозио 100 до 150 тела умрлих бораца и препуштао их дубинама Јонског мора. Тако је настала Плава гробница, један од потреснијих тренутака српске историје.
Тачно онолико колико је трајо и прелазак српских регрута преко Албаније трајало је и спуштање умрлих са брода у Плаву гробницу. Од силних лешева брод више није био чист и бео, а морнари су „сваки слободан тренутак користили у покушајима да сперу смрад са својих униформи”.